# ورنر پیتر
ورنر پیتر (به آلمانی: Werner Peter) بازیکن فوتبال و مهاجم اهل آلمان شرقی بود که از سال ۱۹۷۸ میلادی عضو تیم ملی فوتبال آلمان شرقی بوده‌است. وی در ۹ بازی ملی حضور داشته و در بازی‌های ملی‌اش ۱ گل به ثمر رساند. ورنر پیتر آخرین بازی ملی خود را در سال ۱۹۷۹ میلادی انجام داد.